# یسایی وارونتسیان
یسایی سرگئی (سارگسی) وارونتسیان (ارمنی: Իսայի Սերգեյի (Սարգսի) Վարունցյան؛ زاده ۱۰ اکتبر ۱۸۹۸ - درگذشته ۵ نوامبر ۱۹۸۸) گیاه‌شناس، selectionist و استاد دانشگاه اهل ارمنستان بود.

## زندگی‌نامه
وی در ۱۰ اکتبر ۱۸۹۸ در شوشی به دنیا آمد و از دانشگاه فنی گرجستان فارغ‌التحصیل شد. وی عضو فرهنگستان کشاورزی اتحاد شوروی بود. موسسه کشت پنبه آذربایجان شوروی را راه‌اندازی کرد. وی همچنین برندهٔ جوایزی همچون نشان لنین، نشان برجسته افتخار، جایزه استالین، نشان پرچم سرخ کار شد. وی در ۵ نوامبر ۱۹۸۸ در سن ۹۰ سالگی در مسکو درگذشت و در آرامستان ووستریاکوفسکوی به خاک سپرده شد.